# Olsenbanden jr. Sølvgruvens hemmelighet
Olsenbanden Juniur og Sølvgruvens hemmelighet (deutscher Titel: „Die Olsenbande Junior und das Geheimnis des Silberstollens“) ist ein norwegischer Kinder- und Familienfilm von Arne Lindtner Næss aus dem Jahr 2007. Der Film aus der Filmreihe der Olsenbande Junior wurde von Nordisk Film und TV 2 produziert sowie hatte am 2. Februar 2007 in Norwegen seine Kinopremiere.

## Handlung

Am Ingierstrand-Bad von Oppegård in der norwegischen Kommune (Fylke) Akershus, geht die Klasse der Olsenbande Junior baden. Durch einen missglückten Streich handelt sich hier Egon Olsen seinen Arrest ein.

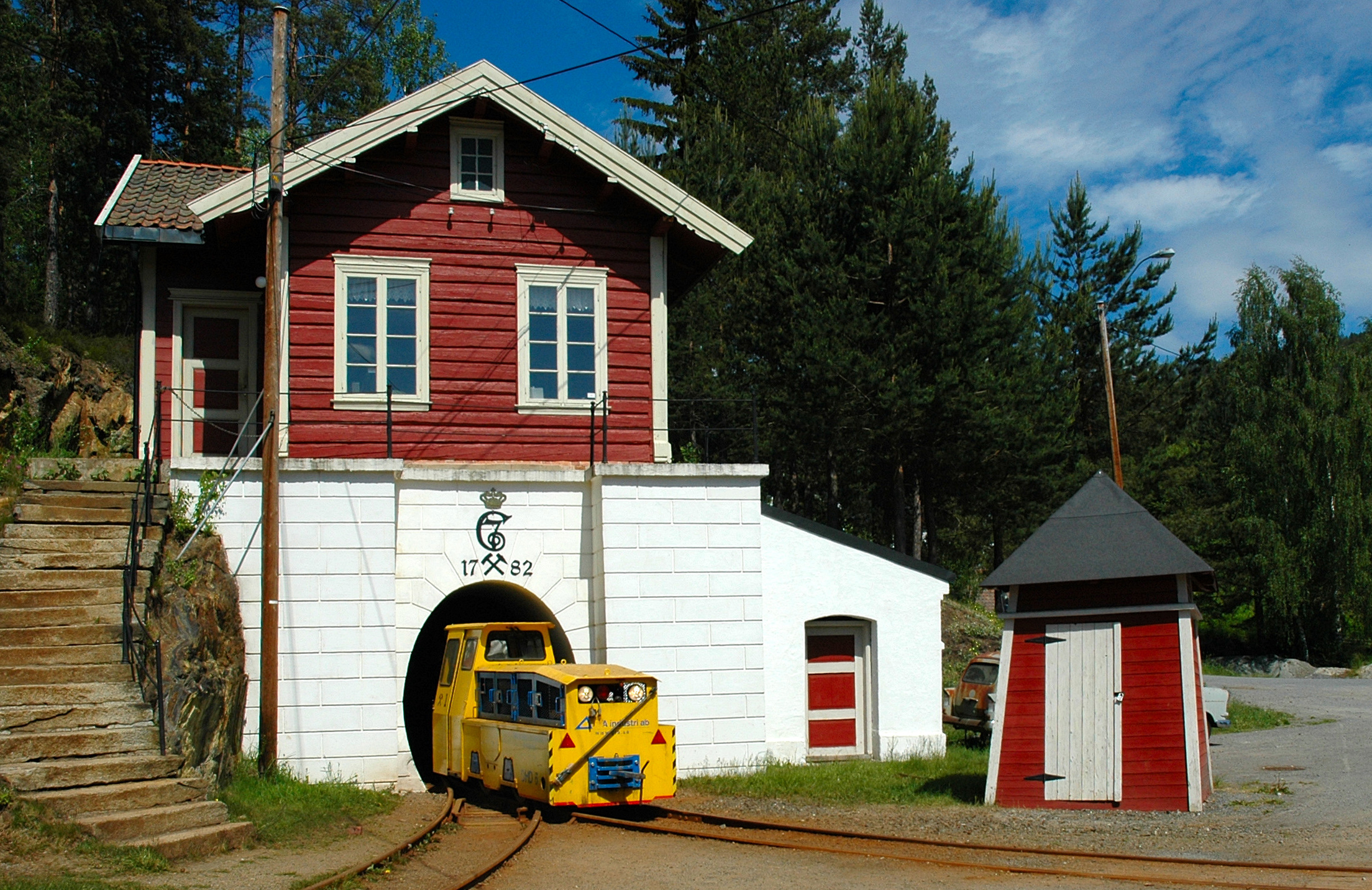
Durch diesen Eingang zu der Silbermine und dem jetzigen norwegischen Bergwerksmuseum in Saggrenda bei Kongsberg fährt die Olsenbande Junior in das Bergwerk ein. Auch so eine Grubenbahn wird von der Olsenbande und ihren Gegnern benutzt.

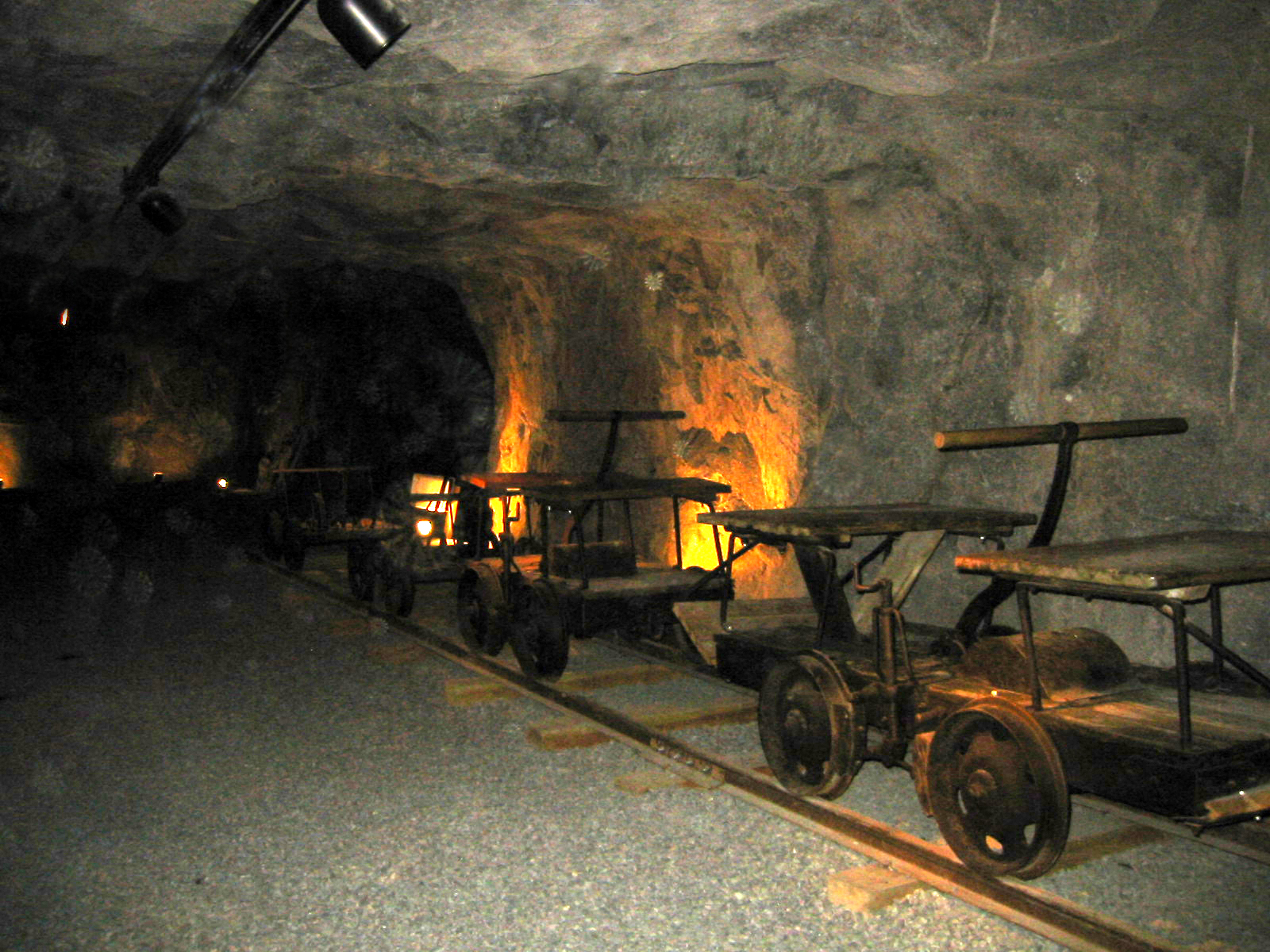
Hier in den Silberstollen von Kongsberg ist ein Schatz versteckt, den die Olsenbande Junior versucht sich holen. Auch die hier abgebildeten alten Draisinen kommen mit ins Spiel.

Im Sommer 1960 macht die Schulklasse von Egon Olsen einen Badeausflug, sie fahren gemeinsam mit einem Bus von Oslo zu dem Ingierstrand-Bad von Oppegård. Am Strand versucht Biffen mit seiner Bande Kjell vor Valborg unmöglich zu machen. Dazu kommt dann auch noch, dass Herman Hermansen (Sohn von Kriminalkommissar Hermansen) mit seinem reichen jungen Freund Preben von Klem mit einem Motorboot Valborg und Ingrid auf eine Spritztour einlädt. Sie versuchen die Mädchen auszuspannen. Benny und Egon versuchen das zu verhindern und wollen dazu das Boot am Kai dazu festbinden, um Preben und Herman bei ihrer Abfahrt zu blamieren. Als Egon gerade das Boot festmacht, fährt das Motorboot aber los. Egon, der noch an dem Seil hängt, wird dadurch auf die See gezogen und zieht dabei unglücklicherweise seinen Klassenlehrer Kvasshaug samt Liegestuhl mit. Egon Olsen muss dadurch wieder einmal in den Arrest des Waisenhauses Lykkebo.
Als Egon schließlich wieder herauskommt, stehen schon Kjell und Benny vor dem Waisenhaus bereit, um Egon abzuholen. Zu ihrem Entsetzen wird Egon aber schon von Preben von Klem, einem reichen Söhnchen, mit einem Rolls-Royce und dessen Chauffeurin abgeholt. Preben fährt mit Egon direkt zu seiner elterlichen Villa am Stadtrand von Oslo. Egon soll Prebens prall gefülltes Sparschwein aus dem Franz Jäger Berlin-Tresor seiner Eltern herausholen, damit er das Geld für sich verjubeln kann. Egon wird aber von Preben hereingelegt. Als er die Beute aus dem Tresor geholt hat, löst Preben die Alarmanlage aus. Egon nimmt bei seiner panischen Flucht aus Prebens Villa noch ein herumliegendes Dokument mit, das aus dem Tresor gefallen ist. Kriminalkommissar Hermansen, der in der Nachbarschaft wohnt, wird durch seinen Sohn Herman, der Egon bei Preben beobachtet hat, informiert und nimmt die Verfolgung auf. Mit Hilfe von Benny und Kjell, die Egon heimlich gefolgt sind, kann er aber entkommen. Egon wird aber nun als vermeintlicher Einbrecher und Dieb von der Polizei gesucht.
Für diesen Reinfall schwört Egon Preben Rache und will mithilfe von Kjell und Benny seinen Plan dazu umsetzen. Als geeigneter Anlass bietet sich dazu die Geburtstagsparty von Preben von Klem an. Er lädt zu seiner Feier hauptsächlich ebenfalls Kinder aus reichen und prominenten Familien ein, aber auch junge attraktive Mädchen wie Valborg und Ingrid. Die Olsenbande ist natürlich nicht eingeladen. Das Grundstück der Villa seines Vaters ist allerdings mit sehr hohen Mauern umgeben. Weiterhin engagiert Preben die Biffen-Bande (Biffen, Knut und Johnny) als seinen privaten Sicherheitsdienst für die Einlasskontrolle vor der Villa Maximillian von Klem, damit nur geladene Gäste hereinkönnen. Egon hat auch dazu einen Plan. Kjell soll als enttäuschter Liebhaber von Valborg, der sich unbedingt ihretwegen Zutritt zu der Party verschaffen will, die Biffenbande bei ihrer Einlasskontrolle entsprechend ablenken, um so beim Ein- und Ausschleusen von Egon und Kjell in das Villengrundstück zu helfen. Benny und Egon können dadurch unbemerkt in das Grundstück der Villa eindringen und später auch so wieder ausbrechen. Benny verkleidet sich zusätzlich noch als reiches Schnöselkind, und so gelingt es ihm, sich unter die Gäste zu mischen.
Egon schafft es ebenfalls, in die Villa unbemerkt einzubrechen, und stiehlt sich die vereitelte Beute, das Sparschwein von Preben, aus dessen Zimmer. Benny hängt das Sparschwein im Partyzelt über Prebens Geburtstagstorte auf, getarnt unter vielen Luftballons. Im geeigneten Moment, als alle Gäste dort versammelt sind und Preben gerade seine Torte anschneiden will, trennt Benny den Strick durch. Prebens Sparschwein fällt so mitten in die Torte und beschmutzt alle anwesenden Gäste. Preben wird vor seinem Vater und den anwesenden Gästen blamiert sowie vor Kriminalkommissar Hermansen als Lügner enttarnt. Durch die Blamage Prebens auf der Party ist Egon als vermeintlicher Dieb wieder rehabilitiert. Das Sparschwein von Preben nimmt die Olsenbande bei einer weiteren günstigen Gelegenheit trotzdem wieder mit an sich. Egon Olsen hat außerdem, als er sich während seines Einbruches in der Villa in einem Schrank verstecken musste, die Eltern von Preben bei einem Zwiegespräch mit ihrem Sohn belauscht. Sie stellen Preben zur Rede über seinen vorgetäuschten Sparschwein-Diebstahl und befragen ihn nach der seitdem verschwundenen Karte aus dem Tresor. Olsen erfährt so genau, dass das gesuchte Schriftstück eine Schatzkarte ist. Der vermeintliche Schatz, das sollen die verschwundenen norwegischen königlichen Kronjuwelen bzw. Insignien sein, sie sollen sich in dem stillgelegten Silberbergbaustollen in Saggrenda bei Kongsberg befinden. Die von Klems schließen auch darauf, dass Egon Olsen (bzw. die Olsenbande) die Karte jetzt hat und ebenfalls den Schatz heben will.
Die Olsenbande und Dynamit-Harry begeben sich nach Kongsberg zum stillgelegten Silberbergbau. Mit Hilfe einer alten Draisinen-Lore gelangen sie in das Innere des Bergwerkes, bis 300 Meter unter der Erde. Mittlerweile werden sie auch von den Eltern Prebens gesucht, Maximalian von Klem und seiner Frau Monica von Klem, die ebenfalls nach Kongsberg fahren, um den Schatz vor der Olsenbande zu heben oder – falls sie ihn zuvor finden – diesen abzunehmen. Sie werden schließlich durch den ganzen Silberstollen durch die von Klems verfolgt. Nach einigen Abenteuern nach Indiana-Jones-Manier finden sie schließlich im Stollen endlich die gesuchten Kronjuwelen. Im Laufe der weiteren Verfolgungsjagd im Silberbergwerk verliert die Olsenbande den gefundenen Schatz an die von Klems, kann ihnen aber entkommen. Die von Klems müssen allerdings mit der von der Olsenbande benutzten Draisine aus dem Stollen fahren, da Benny den Zündschlüssel ihrer motorisierten Diesel-Grubenlokomotive gestohlen hat.
Die Olsens können nun mit der schnelleren Grubenbahn, mit der die von Klem in den Kongsberger Stollen eingedrungen sind, ebenfalls nach draußen fahren. Dadurch gelingt es ihnen, die Hand-Draisine von Frau und Herrn von Klem einzuholen und diese von hinten mit ihrer Lok aufzugabeln. Valborg und Ingrid, die sich Sorgen um die Olsenbande machen, sowie auch andere Kinder sind mit dem Bus des Osloer Eisverkäufers Syvertsen nach Kongsberg zu dem Eingang des Stollens gefahren. Hermansen und sein Assistent Holm, die von der Schatzsuche in Kongsberg zufällig Wind bekommen haben, treffen ebenfalls vor Ort ein. Sie nehmen Maximillian und Monica von Klem fest, nachdem diese draußen angekommen sind und mit ihrer Draisine gegen einen Prellbock fahren. Egon versöhnt sich wieder mit Preben und gibt ihm sein Sparschwein zurück. Die Olsenbande sind als ehrliche Schatzsucher wieder voll rehabilitiert und Prebens Eltern als Betrüger und Diebe enttarnt, außerdem ist Valborg mit Kjell wieder versöhnt. In einer Nacht- und Nebelaktion darf Egon die von ihm gefundenen Kronjuwelen bei einem konspirativen Treffen dem norwegischen Königshaus zu Händen des Hofmarschalls Kåe übergeben.